# Susan Stroman

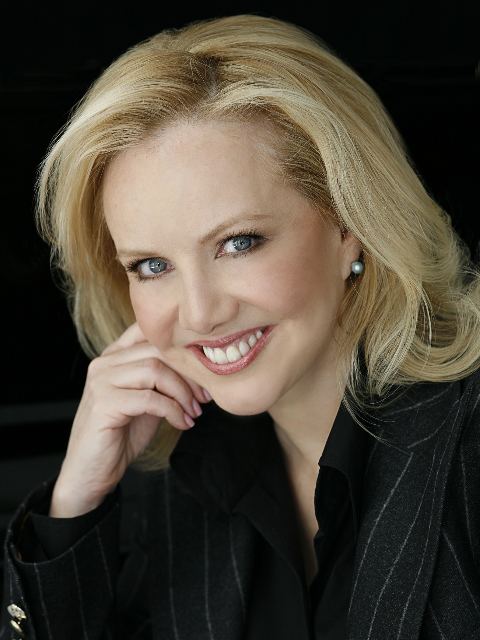
Susan Stroman, 2007

Susan P. Stroman (* 17. Oktober 1954 in Wilmington, Delaware) ist eine US-amerikanische Theaterregisseurin, Choreografin, Filmregisseurin und Performerin.

## Leben
Stroman wurde in Wilmington, Delaware, als Tochter von Frances (geb. Nolan) und Charles Harry Stroman geboren. Ab dem Alter von fünf Jahren erhielt sie Tanzunterricht und spezialisierte sich dann auf Jazz Dance, Stepptanz und Ballett. Sie studierte bei James Jamieson (1920–1993) an der Academy of the Dance in Wilmington. Sie absolvierte ein Studium der Anglistik an der University of Delaware. Sie trat auf, choreografierte und führte Regie bei Gemeinschaftstheatern in der Gegend von Delaware und Philadelphia.

### Berufliche Karriere
Im Jahr 2001 inszenierte und choreografierte Stroman das Musical The Producers von Mel Brooks. Es war ein kommerzieller Erfolg und gewann zwölf Tony Awards. Stroman gewann ihren vierten und fünften Tony Award für Regie und Choreografie und war damit die erste Frau, die beide Preise in derselben Nacht gewann. Sie war auch die zweite Frau (nach Julie Taymor im Jahr 1998) den Preis für die beste Regie eines Musicals gewann. 2005 gab sie mit einer Verfilmung der Show ihr Debüt als Spielfilmregisseurin. Der Film wurde für vier Golden Globe Awards nominiert. 2007 arbeitete sie erneut mit Brooks als Regisseurin und Choreografin des Musicals Young Frankenstein zusammen. Im Herbst 2017 eröffneten sie und Brooks nach einer erfolgreichen Probe im Theatre Royal in Newcastle eine neu überarbeitete Version der Show im Garrick Theatre im Londoner West End.
Sie leitete und choreografierte das Musical Happiness, das ein Buch von John Weidman, Musik von Scott Frankel und Texte von Michael Korie enthält. Das Musical wurde im Februar 2009 im Mitzi E. Newhouse Theatre im Lincoln Center eröffnet.
Das Musical The Scottsboro Boys wurde im Februar 2010 im Vineyard Theatre uraufgeführt. Die Musik stammt von Kander und Ebb und das Buch von David Thompson; Stroman führte Regie und choreografierte. Die Show wurde später an den Broadway verlegt, wo sie 49 Vorstellungen im Lyceum Theatre lief und 12 Nominierungen für den Tony Award erhielt. Regionale Theater wie das Guthrie Theatre in Minneapolis, das Old Globe in San Diego, das American Conservatory Theatre in San Francisco und das Ahmanson Theatre in Los Angeles zeigten alle erfolgreiche Produktionen der Show. 2013 leitete Stroman die UK-Premiere der Show im Young Vic in London. Nach ihrem erfolgreichen Lauf dort wurde die Show ins West End verlegt, wo sie 2014 mit dem Ned Sherrin Award des Evening Standard für das Beste Musical ausgezeichnet wurde.
Sie führte gemeinsam mit Hal Prince Regie bei dem neuen Musical Paradise Found, das am 19. Mai 2010 in der Menier Chocolate Factory (London) uraufgeführt wurde. Zur Besetzung gehörten Mandy Patinkin, Judy Kaye und Shuler Hensley.
Stroman inszenierte und choreografierte das neue Musical Big Fish mit Liedern von Andrew Lippa und einem Buch von John August. Die Show, die auf dem gleichnamigen Buch und Film basiert, wurde im April und Mai 2013 im Oriental Theatre in Chicago eröffnet und lief dann von September 2013 bis Dezember 2013 am Broadway.
2004 war Stroman die erste Frau, die für das New York City Ballet ein abendfüllendes Ballett choreografierte. Double Feature mit Musik von Irving Berlin und Walter Donaldson gehörte jetzt zum Repertoire des New York City Ballet. Stroman hatte zuvor 1999 mit dem New York City Ballet zusammengearbeitet, als sie Blossom Got Kissed mit der Musik von Duke Ellington schuf zur Feier des 50-jährigen Jubiläums der Kompanie. Später überarbeitete sie das Stück erneut und choreografierte drei zusätzliche kurze Tänze, die neben dem Original aufgeführt werden sollten. Dieses neue erweiterte Ballett mit dem Titel For the Love of Duke wurde im Mai 2011 uraufgeführt.
1997 schuf sie But Not for Me für die Martha Graham Company mit der Musik von George Gershwin.
Die Weltpremiere von Take Five… More Or Less mit dem Pacific Northwest Ballet wurde 2008 eröffnet. Stroman kombinierte Jazzmusik von Dave Brubeck und Werke aus dem klassischen Repertoire.
Stroman spielte eine fiktive Version von sich selbst in einer Episode der vierten Staffel der HBO-Serie Lass es Larry! (Originaltitel: Curb Your Enthusiasm). In der Episode führte Stroman Regie bei einer Produktion des Broadway-Musicalhits The Producers mit Larry David und David Schwimmer.
2017 choreografierte sie außerdem die Lass es Larry!-Episode „Fatwa“, in der Lin-Manuel Miranda als Salman Rushdie auftrat.
Sie trat auch mehrfach als sie selbst im Barefoot-Contessa-Programm des Food Network auf, da sie eine enge Freundin der Gastgeberin Ina Garten ist.

## Bühnenproduktionen

### Theater
- 1980 Musical Chairs (1980 Musical) (Regieassistenz/Choreografin) (Broadway)
- 1987 Flora the Red Menace (Choreografin) (Off-Broadway)
- 1989 Don Giovanni (Choreografin) (New York City Opera)
- 1990 A Little Night Music (Choreografin) (New York City Opera)
- 1991 And The World Goes ’Round (Choreografin) (Off-Broadway)
- 1992 Liza Minnelli – Stepping Out At Radio City (Choreografin)
- 1992 110 in the Shade (Choreografin) (New York City Opera)
- 1992 Crazy for You (Choreografin) (Broadway)
- 1993 Crazy for You (Choreografin) (West End)
- 1994 Show Boat (Choreografin) (Toronto/Broadway)
- 1994 Picnic (Choreographer of Musical Interludes) (Broadway)
- 1994 A Christmas Carol (Choreografin) (Madison Square Garden)
- 1996 Big (Choreografin) (Broadway)
- 1997 Steel Pier (Choreografin) (Broadway)
- 1998 Show Boat (Choreografin) (West End)
- 1998 Oklahoma! (Choreografin) (West End)
- 1999 Contact (Regie/Choreografie) (Off-Broadway) (Mitzi E. Newhouse Theater at Lincoln Center Theater)
- 2000 The Music Man (Regie/Choreografie) (Broadway)
- 2000 Contact (Regie/Choreografie) (Broadway) (Vivian Beaumont Theater at Lincoln Center Theater)
- 2001 The Producers (Regie/Choreografie) (Broadway)
- 2001 Thou Shalt Not (Regie/Choreografie/Schöpferin) (Broadway) (Lincoln Center Theater)
- 2002 Oklahoma! (Choreografie) (Broadway)
- 2002 Contact (Regie/Choreografie) (West End)
- 2004 The Frogs (Regie/Choreografie) (Broadway) (Vivian Beaumont Theater at Lincoln Center Theater)
- 2004 The Producers (Regie/Choreografie) (West End)
- 2005 Dedication or The Stuff of Dreams (Choreografin der Musical-Einlagen) (Off-Broadway)
- 2007 Young Frankenstein (Regie/Choreografie) (Broadway)
- 2008 Happiness (Regie/Choreografie) (Off-Broadway) (Mitzi E. Newhouse Theater at Lincoln Center Theater)
- 2010 The Scottsboro Boys (Regie/Choreografie) (Off-Broadway) (Vineyard Theatre)
- 2010 Paradise Found (Co-Regie/Choreografie) (Menier Chocolate Factory)
- 2010 The Scottsboro Boys (Regie/Choreografie) (Broadway) (Lyceum Theatre)
- 2013 Big Fish (Director/Choreographer) (Broadway) (Neil Simon Theatre)
- 2014 Bullets over Broadway (Regie/Choreografie) (Broadway) (St. James Theatre)
- 2014 Little Dancer (Regie/Choreografie) Kennedy Center
- 2015 The Last Two People on Earth: An Apocalyptic Vaudeville (Regie/Choreografie) (Off-Broadway)
- 2015 Prince of Broadway (Co-Regie/Choreografie) (Tokyo)
- 2016 Dot (Regie) (Off-Broadway) (Vineyard Theatre)
- 2017 Prince of Broadway (Co-Regie/Choreografie) (Broadway) (Manhattan Theater Club)
- 2017 Young Frankenstein (Regie/Choreografie) (West End)
- 2018 Beast in the Jungle (Regie/Choreografie) (Off-Broadway) (Vineyard Theater)
- 2019 Marie, Dancing Still (Regie/Choreografie) (Seattle’s 5th Avenue Theatre)

### Tanz
- 1997 But Not for Me (Martha Graham Company)
- 1999 Blossom Got Kissed (New York City Ballet)
- 2004 Double Feature: The Blue Necklace and Makin’ Whoopee (New York City Ballet)
- 2008 Take Five...More or Less (Pacific Northwest Ballet)
- 2011 For the Love of Duke (New York City Ballet)

### Oper
- 2014 The Merry Widow (Regie/Choreografie) (The Metropolitan Opera)
- 2015 The Merry Widow (Regie/Choreografie) (The Lyric Opera of Chicago)

### Film
- 1998: E-Mail für Dich (Choreografie)[28]
- 2000: Center Stage (Choreografie)[28]
- 2004: A Christmas Carol; Fernsehfilm (Choreografie)
- 2005 The Producers (Regie/Choreografie)

## Preise und Auszeichnungen
Stroman ist fünffache Tony-Award-Gewinnerin, viermal für die beste Choreographie und einmal als beste Regisseurin eines Musicals. Sie wurde zweimal mit dem Laurence Olivier Award ausgezeichnet, erhielt fünf Drama Desk Awards, acht Outer Critics Circle Awards, sechs Astaire Awards zwei Lucille Lortel Awards und den George Abbott Award für ihr Lebenswerk im Amerikanischen Theater ausgezeichnet.
Sie wurde 2014 in die American Theatre Hall of Fame in New York City aufgenommen.